# Пахучник элегантный
Пахучник элегантный (лат. Osmylus elegantissimus) — вид сетчатокрылых насекомых из семейства осмилид.

## Описание
Крупное сетчатокрылое насекомое. Размах крыльев 20—25 мм. По форме тела и крыльев похожи на златоглазок. Окраска пёстрая. Напоминает в полёте дневных бабочек. Крылья ланцетовидные, широкие, с сетчатым жилкованием. Они прозрачные с бурым рисунком. Голова оранжевого цвета с чёрными пятнами под усиками. Грудь чёрного цвета.

## Ареал
Кавказский эндемик: Россия, Грузия, Армения, Азербайджан. Вид распространен на равнинах и в горах, всегда у берегов небольших рек с чистой водой, в которых живут личинки.

## Биология
Имаго хорошо летают. Встречаются под пологом леса по берегам небольших рек. В солнечную погоду в местах обитания могут образовываться рои из нескольких десятков особей. Время лёта в зависимости от высоты биотопа отмечается в мае-августе.
После спаривания самки откладывают яйца на влажные субстраты по берегам водоемов, обычно заливаемые камни. Личинки обитают в иле, во мху, в лишайнике на берегах проточных водоемов. Личинки характеризуются уникальным сосущим ротовым аппаратом, который образован из симметричных тесно слитых мандибулы и максиллы. Ротовой аппарат в несколько раз длиннее головы и колбовидно утолщен у своего основания. Тело личинки немного S-образно изогнуто. Голова направлена вперед, покрыта редкими длинными волосками. Усики тонкие, длинные. Предпоследний членик усиков на вершине с дополнительным члеником. Грудные ноги 4‑члениковые. Дыхание личинок осуществляется через дыхальца. На конце брюшка располагается специальный орган, предназначенный для закрепления тела во время передвижения внутри илистого субстрата. Две трубки этого органа внутри имеют сложенные крючья, которые при их выпячивании наружу способны, цепляться за субстрат, подтягивать и закреплять внутри него личинку.
Личинки — хищники, охотятся на водных и околоводных насекомых, в основном на личинок комарова-звонцов. Окукливаются во влажной почве на берегу рек. Перед этим длинные челюсти обламываются у основания. Кокон округлый, желтый. Куколка свободная, напоминает имаго с недоразвитыми крыльями.

## Охрана
Вид включён в Красную книгу Краснодарского края, как «уязвимый». Лимитирующие факторы: загрязнение водоёмов, личинки вытаптываются животными при водопое скота, эрозия склонов рек в результате лесоразработок.